# Art Davis
Pour les articles homonymes, voir Davis.
Art Davis, né le 5 décembre 1934 à Harrisburg en Pennsylvanie et mort le 29 juillet 2007 d'une crise cardiaque à son domicile de Long Beach Californie, est un contrebassiste de jazz.
Au cours de sa carrière, il a notamment joué avec Gigi Gryce, Clark Terry, Quincy Jones, Art Blakey, Ahmad Jamal, Count Basie, Freddie Hubbard, Lena Horne et John Coltrane.